# Разделяемая реальность
Разделяемая реальность (англ. shared reality) — это переживание общих внутренних состояний (чувств, суждений, мнений, верований) с другими людьми относительно некого целевого объекта. Люди мотивированы на создание разделяемой реальности с другими, потому что это позволяет им подтверждать обоснованность их собственных суждений о мире и налаживать связь с другими людьми.
Создание разделяемой реальности позволяет оценивать других людей или группы; формировать политические, моральные или религиозные убеждения; развивать и поддерживать понимание того, кто мы есть и чего мы хотим. Одним из самых популярных в литературе примеров разделяемой реальности служит пример о создании суждения о новом сотруднике на рабочем месте. Как правило, люди создают свое впечатление о новом сотруднике вместе с коллегами, и они чувствуют себя более уверенно в своих впечатлениях, когда другие соглашаются.
Важное влияние общества на понимание человеком реальности его взглядов, правильности понимания мира описывается и в других теориях социальной психологии. Так, теория социальной настройки, описывает процесс при котором человек сознательно или подсознательно подстраивает свое мнение под мнение другого человека или группы, чтобы быть ими принятым. Однако, важным отличием теории разделяемой реальности является её акцент на субъективном переживании разделения общих взглядов на что-то.
Отсутствие возможности сравнить своё мнение с мнением других может иметь пагубные последствия для благополучия людей, их чувства принадлежности и ощущения реальности. Когда партнеры по взаимодействию скрывают ожидаемую разделяемую реальность, как, например, в классических экспериментах Аша, люди остаются неуверенными, и физически возбужденными.
При этом теория разделяемой реальности относительно новая. Теоретическое оформление теории произошло в 1990-х. Большой вклад в её развитие был внесён социальным психологом Тори Хиггинсом. Эмпирические работы, основанные на теории, начали публиковать уже в 21 веке.

## Разделяемая реальность и предвзятость воспоминаний
Люди зачастую настраивают свое сообщение в соответствии с тем, что ожидают от них услышать другие. Например, описывают свои впечатления о недавно прочитанной книге в более положительных тонах, зная, что аудитории нравится эта книга. Однако, подстраивание сообщения под аудиторию влияет не только на саму формулировку сообщения, но и на исходные впечатление о книге самого рассказчика. Этот эффект был открыт в 1970-х гг. и был назван Saying-is-Believing. Суть эффекта заключается в том, что люди формируют свои воспоминания относительно исходной информации (например, поведения целевого человека) на основе тех сообщений, которые они сами передают другим.
В рамках исследования подстраивания сообщения под аудиторию 78 студентов читали эссе, в котором содержалось описание человека, содержащее четыре оценочно-положительных, четыре оценочно-отрицательных и четыре оценочно-неоднозначных описания. Пример одного из таких описаний: «Как только Дональд решает что-то сделать, это становится его окончательном решением, независимо от того, сколько времени это может занять или насколько сложным может быть этот процесс. Лишь изредка он меняет свое мнение, даже если это было бы лучше». Такого человека можно оценить как с позитивной стороны — настойчивым, так и с отрицательной — упрямым. Испытуемым сказали, что они должны будут обобщить информацию, содержащуюся в эссе, для другого человека, которому либо нравился, либо не нравился описанный в эссе человек. Через какое-то время испытуемые сами оценивали, насколько им понравился описанный в эссе человек, и пытались воспроизвести в точности то, что они прочитали об этом человеке. Участники, которым говорили, что они будут описывать Дональда тому, кому он нравится, обычно описывали его с более позитивной стороны, как «настойчивого», а те, кому говорили, что не любят Дональда, были склонны описывать его как «упрямого» — адаптация сообщения, называемая настройкой аудитории. Когда участников впоследствии просили вспомнить исходную информацию о Дональде, они демонстрировали предвзятость воспоминаний. Их воспоминания совпадали не с оригинальным описанием, а с тем, на какую аудиторию было настроено их сообщение.
Изначально считалось, что это систематическая когнитивная ошибка, которая искажает память и не зависит от цели общения. Однако после создания теории разделяемой реальности появились доказательства того, что этот эффект проявляется только в условиях разделяемой реальности и правильнее говорить об эффекте Sharing-Is-Believing. Так в одном из исследований было подтверждено, что предвзятость воспоминаний уменьшается или вовсе исчезает в зависимости от цели общения. Было проверено несколько условий общения среди которых: демонстрация вежливости к стигматизированной группе, получение денежного вознаграждения за участие в эксперименте, развлечение. Только участники в условиях разделяемой реальности после проведения эксперимента проявили предвзятость воспоминаний. Таким образом, эффект Saying-is-believing исчезает в условиях, когда сообщение больше не воспринимается как истина и не является важным для построения контакта с группой.

## Условия наличия разделяемой реальности
В статье «Shared reality: Experiencing commonality with others' inner states about the world» выделяется 4 необходимых условия для наличия разделяемой реальности.
1. Общность между внутренними состояниями людей. Для наличия разделяемой реальности недостаточно просто копировать поведение другого человека. Люди умеют оценивать состояние других людей и знают, что поведение и внутреннее состояние могут не совпадать и зависеть от текущего настроения человека[12]. Люди пытаются выяснить, что внутренние состояния других говорят им о соответствующих аспектах мира. Это может быть достигнуто благодаря таким механизмам как: взгляд, отслеживание чужих указательных движений или манипуляций с объектами (например, Clark, 2003), а также предыдущим знаниям об этом человеке и общим принципы общения. Например, человек может быть расстроен, но не показывать этого на людях и только едва заметные изменения мимики могут дать подсказку о реальном состоянии человека. Другим способом, позволяющим людям оценивать чье-то внутреннее состояние, являются жесты. Например, повторение одних и тех же жестов в один момент может служить, признаком общих чувств, переживаемых разными людьми (одновременные аплодисменты во время выступления любимой группы). Однако в другой момент повторение жестов может нести совершенно другой смысл (брат, передразнивающий сестру, повторяя её жесты за ней).
2. Разделяемая реальность должна касаться некоего целевого объекта. Простое упоминание своего внутреннего состояния, например взволнованности, учащенного пульса без указания объекта, который вызвал такое состояние — не является разделяемой реальностью. Разделяемая реальность обязательно о чём-то: о футбольном матче, общем знакомом, новом фильме. Таким образом, разделяемая реальность — это триадные отношения, которые включают в себя: индивида, который делится своим состоянием; другого индивида или группу индивидов, с которыми происходит обмен; и целевой объект, мнением о котором делятся.
3. В основе разделяемой реальности должны лежать определённые мотивы, которые приводят к достижению общих внутренних состояний. Авторы теории разделяемой реальности, опираясь на литературу о социальной мотивации выделяют два типа мотивов. Эпистемические мотивы — это мотивы, которые относятся к стремлению достичь достоверного и надежного понимания мира[5] и установить, что является реальным[13]. Улучшение понимания и познания мира увеличивает чувство предсказуемости и субъективной эффективности в обращении с окружающей средой. Реляционные мотивы — это мотивы, которые побуждают людей объединяться и чувствовать связь с другими. В свою очередь это ведет к таким положительным последствиям, как рост эмоционального благополучия, чувства безопасности и самоуважения. Разделение внутреннего состояния развивает и укрепляет социальную связь с другими людьми[14].
4. Разделяемая реальность требует, чтобы индивиды воспринимали общность как установленную. Критическое значение в этом имеет субъективное чувство разделяемой реальности. Индивид должен субъективно осознавать, что он пережил с другим чувство разделяемой реальности. Например, индивид А на основании поведения индивида Б делает вывод о том, что они оба остались под плохим впечатлением от одного фильма. Тогда у индивида А возникнет ощущение разделяемой реальности, поддерживающего ощущение достоверности понимания мира (эпистемические мотивы) и чувство общности с индивидом Б (реляционные мотивы). Чувство разделяемой реальности у индивида А может исчезнуть после того, как индивид Б скажет, что на самом деле фильм ему понравился, но на его реакцию повлияло физическое недомогание или излишне активная позиция индивида А при обмене мнениями о фильме.

## Обобщенная разделяемая реальность
Обобщённая разделяемая реальность (SR-G) — субъективный опыт совместного с партнером по взаимодействию набора внутренних состояний о мире в целом. В отличие от просто разделяемой реальности, обобщённая разделяемая реальность касается не одного целевого объекта, а нескольких или о мире в целом. Близкие партнеры с высоким чувством обобщённой разделяемой реальности могут чувствовать, что они часто думают о вещах в одно и то же время, и часто имеют одинаковую точку зрения. Исследование Rossignac-Milon и его коллег (2021 г.) показывает, что люди мотивированы не только поддерживать SR-G в своих постоянных близких отношениях, но и создавать SR-G в своих взаимодействиях с новыми людьми.